# Aziza Siddiqui
Aziza Siddiqui är en människorättsaktivist från Afghanistan. 
Siddiqui föddes i Afghanistan men lämnade landet som åttaåring med sin familj för Pakistan. Hon återvände till Afghanistan för att arbeta för kvinnors rättigheter via Action Aid och tillsammans med sin far arbetade hon med att erbjuda kvinnor mikrolån för att kunna starta egna företag. Hon reste runt i Afghanistan för att utbilda kvinnor om deras rättigheter och för att undersöka kvinnors situation på landsbygden.  
2007 tilldelades Siddiqui International Women of Courage Award. Uppmärksamheten som detta ledde till gjorde att hon inte kunde återvända till Afghanistan då det ansågs för farligt för henne och hon sökte asyl i USA där hon började arbeta med flyktingar i behov av tolk och stöd att söka asyl i USA.